# Erich Hagemeister
Erich Hagemeister (* 5. November 1878 in Stralsund; † 27. Januar 1958 in Schwerin) war ein deutscher Schriftsteller, Dramaturg und Dramatiker.

## Leben
Erich Hagemeister studierte in Berlin und Greifswald deutsche Literatur und Philosophie. Er promovierte 1905 an der Universität Greifswald mit einer Dissertation zum Thema „Friedrich Baron de la Motte Fouqué als Dramatiker“. 
Als Dramaturg war er 25 Jahre lang am Mecklenburgischen Staatstheater Schwerin tätig. Er verfasste Bühnenwerke, vor allem Komödien, in hoch- und niederdeutscher Sprache, von denen 18 aufgeführt wurden. 1937 wurde er mit dem John-Brinckman-Preis ausgezeichnet.

## Schriften (Auswahl)
- Die Bank der Spötter. Schauspiel in 4 Aufzügen. Verlag für Literatur, Kunst und Musik, Leipzig 1906.
- „Die Menschen, die nennen es Liebe.“ Spaziergänge durch das Armenviertel der Gesellschaft. Nietschmann, Halle 1909.
- Die Hochzeit des Buckligen. Rekord, Breslau 1920. (Roman)
- Karsten Sarnow. En Stück ut de grote Hansentied in 5 Uptög. Hermes. Hamburg 1933.
- De adlige Rosenblome. En Spill ut olle Tiden in 3 Törns. Hermes, Hamburg 1938.
- Nette Pasteten. Schwank in dree Törns. Quickborn-Verlag, Hamburg 1939.
- Ulenspegel. Komedi in 3 Uptög. Die Rampe, Berlin 1940.